# Cervasca
Cervasca – miejscowość i gmina we Włoszech, w regionie Piemont, w prowincji Cuneo.
Według danych na rok 2004 gminę zamieszkiwało 4190 osób, 232,8 os./km².